# タイラー・レイク -命の奪還-2
『タイラー・レイク -命の奪還-2』（原題：Extraction 2）は、2023年に配信されたアメリカ合衆国のアクションスリラー映画。
アンデ・パークス、ジョー・ルッソ、アンソニー・ルッソ、フェルナンド・レオン・ゴンサレス、エリック・スキルマンのグラフィックノベル『Ciudad』を基に、ジョー・ルッソが脚本を担当し、サム・ハーグレイブが監督を務める。
本作は、2020年に配信された『タイラー・レイク -命の奪還-』の続編にあたる。

## あらすじ
ジョージアのギャング組織「ナガジ」の指導者のズラヴは、妻子とともに刑務所にいる弟ダヴィットの刑期がDEA局員を殺したために延長されて怒り、知事を殺す。
重傷を負いオーストリアの山中の小屋で引退するタイラーを、謎の男が訪ねてくる。ダヴィットと結婚したタイラーの前妻ミアの妹ケトとその二人の子供を、刑務所から脱出させる仕事を依頼する。タイラーはニックとその弟ヤズとともに刑務所に潜入するもダヴィットに気づかれ、ナガジの仲間に襲われてダヴィットを殺す。多くの囚人たちと、豊富な武装を備えるズラヴの手下に襲われるも逃げ切り、飛行機でウィーンのビル内の隠れ家に着く。だがケトの息子のサンドロは尊敬する父の死に怒り、伯父のズラヴに密かに連絡する。
ズラヴの手下が圧倒的な兵力で隠れ家を襲う。サンドロは逃げて伯父ズラヴに合流する。戦闘でヤズはズラヴに殺されるも、タイラーとニックはヘリを奪い、ケトと娘ニーナを連れて小屋に逃げる。ミアがやって来て妹と元夫に再会する。タイラーは、かつて息子がもうすぐ死ぬことを知りながらアフガニスタンの任務に出かけたことをミアに詫びる。ズラヴがタイラーに電話をして飛行場に呼び出す。
タイラーは飛行場でズラヴの手下を襲い、ズラヴとサンドロを追って近くの教会に入る。ズラヴは爆弾のベストをサンドロに着せ、タイラーの銃を奪い射殺するよう命令するも背かれる。ニックがやってきて三者のにらみ合いとなり、サンドロが逃げて撃ち合いとなる。タイラーはズラヴを殺すもニックは重傷を負い、そこに警察が到着する。
しばらくして、タイラーと治療中のニックは刑務所に入れられている。ミアがタイラーに面会し、ケトと子供たちは証人保護プログラムで守られているが資産は凍結されたと教える。タイラーは、小屋に隠した100万ドルを渡すよう頼む。ミアは、死んだ息子がタイラーのように勇敢になりたいと言っていたと教えて別れを告げる。タイラーは刑務所から連れ出されて謎の男に再会し、別の仕事を頼まれる。謎の男はタイラーがニック無しでは引き受けないことを知り、あらかじめニックも連れ出していた。

## キャスト
※括弧内は日本語吹替。
- タイラー・レイク - クリス・ヘムズワース（三宅健太）
  - 元オーストラリアSAS連隊の傭兵。
- ニック・カーン - ゴルシフテ・ファラハニ（樋口あかり）
  - タイラーの傭兵仲間。
- ヤズ・カーン - アダム・ベッサ（フランス語版）（窪塚俊介）
  - タイラーの傭兵仲間。ニックの弟。
- ミア - オルガ・キュリレンコ（小林沙苗）
  - タイラーの前妻。
- ケト - ティナティン・ダラキシュヴィリ（グルジア語版）（渡辺明乃）
  - ミアの妹。ダビット・ラディアニの妻。
- サンドロ - アンドロ・ジャパリゼ（西田光貴）
  - ダビットとケトの息子。
- ニーナ - MiriamおよびMarta Kovziashvili 
  - ダビットとケトの娘。
- ダビット・ラディアニ - トルニケ・ブジアバ
  - ジョージアのギャング「ナガジ」の一員。ケトの夫。
- ズラブ・ラディアニ - トルニケ・ゴグリキアーニ（綱島郷太郎）
  - ジョージアのギャング「ナガジ」の指導者。ダビットの兄。
- ヴァフタング - レバン・サギナシビリ（グルジア語版）
  - スラブの手下の大男。
- コンスタンティン - ダニエル・バーンハード
  - ズラブの手下。
- セルゴ - George Lasha
  - ズラブの手下の狙撃手。
- アカ - ミーガン・アンダーソン
  - ズラブの手下の女。
- 謎の男 - イドリス・エルバ（斉藤次郎）
  - タイラーに仕事の依頼をする男。

## 製作

### 企画開発
2020年5月、ジョー・ルッソが『タイラー・レイク -命の奪還-』の続編の脚本家として起用されたと報じられ、サム・ハーグレイブとクリス・ヘムズワースの両名が復帰する意向であることが明らかになった 。2020年12月、ルッソ兄弟は、続編の先に、第1作で登場したキャラクターの一部を深掘りするだけでなはく、潜在的にはシネマティック・ユニバースとして立ち上げて『タイラー・レイク -命の奪還-』の世界を舞台にした一連の映画を開発したいと考えていると述べた。2021年1月、ルッソ兄弟はランディープ・フーダーが演じるサジュのオリジンストーリーにも取り組んでいると噂された。

### 撮影
2021年12月4日、チェコのプラハで主要撮影が始まった。本作の撮影は2021年9月にオーストラリアのシドニーで開始される予定だったが、COVID-19のパンデミックに関する措置により、製作作業はプラハに移された。

## マーケティング
2021年9月、Netflixはティーザー予告編を公開し、クリス・ヘムズワースがタイラー・レイク役に復帰することが明らかになった。